# Washington (savezna država)
Washington, savezna država na pacifičkoj obali SAD-a, 184,827 km², 6,724,540 stanovnika (2008). 

## Okruzi (Counties)
Washington se sastoji od 39 okruga (counties)

## Ime
Ime Washington dano joj je u čast Georgea Washingtona.

## Povijest
Država Washington proglašena je 11. studenog 1899. na području teritorija Washington koji je nastao 1853. odcjepljenjem od Oregona.

## Regije
Washington se satoji od nekoliko glavnih regija. Istok države zauzima gorovito područje Okanogan (Okanogan Highlands) na sjeveru koje na jugu prelazi u plato Columbia (Columboa Plateau). Središnji dio države zauzimaju planine Cascade (Cascade Range) koje se sa sjevera prema jugu protežu od juga Britanske Kolumbije i preko Washingtona i Oregona do sjeverne Kalifornije. Na području Washingtona nalaze se i dva istaknuta vrha, stratovulkani Mount St. Helens i Mount Adams. Zapadno od Cascadea protežu se nizinski krajevi Puget Sounda i obalno područje (Coastal Region) na pacifičkoj obali.

## Stanovništvo

### Indijanci
Indijanci Washingtona pripadaju u nekoliko etnolingvističkih porodica, to su Salishan, Shahaptian, Chimakuan, Chinookan. Danas ovdje žive po nekoliko većih i manjih rezervata. Domaća plemena Washingtona su: Cathlamet, Cathlapotle, Chehalis, Chelan, Chilluckittequaw, Chimakum, Chinook, Clallam, Colville, Copalis, Cowlitz, Duwamish, Hoh, Humptulips, Klickitat, Kwaiailk, Kwalhioqua, Lummi, Makah, Methow, Mical, Muckleshoot, Nespelem, Nisqually, Nooksack, Okanagon, Ozette, Palouse, Pswanwapam, Puyallup, Quiatso, Quileute, Quinault, Sahehwamish, Samish, Sanpoil, Satsop, Semiahmoo, Senijextee (Lake), Sinkaietk, Sinkakaius, Sinkiuse (Columbia), Skagit, Skilloot, Skin, Snohomish, Snoqualmie, Spokan, Squaxin, Suquamish, Swallah, Swinomish, Taidnapam, Twana, Walla Walla, Wanapam, Wauyukma, Wenatchee, Wishram, Wynoochee, Yakima.

## Vanjske poveznice
- The Pacific Northwest: Washington